# 1ª Lega 2021-2022
La 1ª Lega 2021-2022 è stata la 100ª edizione di tale torneo del campionato svizzero di calcio. Il campionato è iniziato il 4 agosto 2021 e si è concluso il 24 giugno 2022.

## Stagione

### Formula
Le 42 squadre partecipanti vengono suddivise in tre gruppi da 14 squadre ciascuno e si affrontano in un girone all'italiana con partite di andata e ritorno. Al termine della regular season, le prime e seconde classificate di ciascun gruppo, più le due migliori terze accedono ai play-off. Le squadre Under-21 possono essere ammesse solo se in Promotion League non vi partecipavano già 4 formazioni, a meno che una di quest'ultime non retrocede in Prima Lega.
Gli spareggi prevedono un primo turno con partite di andata e ritorno mediante i seguenti accoppiamenti:
- migliore 1ª classificata vs peggiore 3ª classificata. Se entrambe provengono dallo stesso gruppo, l'avversaria sarà l'altra 3ª classificata;
- seconda 1ª classificata vs migliore 3ª classificata;
- peggiore 1ª classificata vs peggiore 2ª classificata. Se entrambe provengono dallo stesso gruppo, l'avversaria sarà la seconda 2ª classificata;
- le restanti due squadre formano l'ultimo accoppiamento.

Le quattro squadre vincitrici del doppio confronto affrontano successivamente un secondo turno, sempre con partite di andata e ritorno, per decretare le due promozioni in Promotion League. Gli accoppiamenti vengono definiti tramite sorteggio.

## Gruppo 1

### Squadre partecipanti
| Club               | Stagione | Città             | Stadio                                              | Stagione precedente |
| ------------------ | -------- | ----------------- | --------------------------------------------------- | ------------------- |
| Bulle              | dettagli | Bulle             | Stade de Bouleyres                                  |                     |
| Chênois            | dettagli | Trois-Chenes      | Stade des Trois-Chêne                               |                     |
| Echallens          | dettagli | Echallens         | Stade des Trois Sapins                              |                     |
| La Chaux-de-Fonds  | dettagli | La Chaux-de-Fonds | Stadio di la Charrière                              |                     |
| La Sarraz-Eclépens | dettagli | Morges            | Terrain de La Sarraz - En Gravey                    |                     |
| Lancy              | dettagli | Lancy             | Stade de Marignac                                   |                     |
| Martigny           | dettagli | Martigny          | Stade d'Octodure                                    |                     |
| Meyrin             | dettagli | Meyrin            | Stade des Arbères                                   |                     |
| Monthey            | dettagli | Monthey           | Stade Philippe-Pottier                              |                     |
| Naters             | dettagli | Naters            | Sportanlage Stapfen                                 |                     |
| Team Vaud          | dettagli | Losanna           | Stade Olympique de la Pontaise Stade du Bois-Gentil |                     |
| Terre Sainte       | dettagli | Coppet            | Centre Sportif des Rojalets                         |                     |
| Thun II            | dettagli | Thun              | Stockhorn Arena                                     |                     |
| Vevey United       | dettagli | Vevey             | Stade de Copet                                      |                     |

### Classifica finale
|  | Pos. | Squadra            | Pt | G  | V  | N | P  | GF | GS | DR  |
|  | ---- | ------------------ | -- | -- | -- | - | -- | -- | -- | --- |
|  | 1.   | Echallens          | 55 | 26 | 17 | 4 | 5  | 56 | 34 | +22 |
|  | 2.   | Vevey United       | 51 | 26 | 16 | 3 | 7  | 42 | 29 | +13 |
|  | 3.   | Bulle              | 48 | 26 | 14 | 6 | 6  | 63 | 23 | +40 |
|  | 4.   | Thun II            | 46 | 26 | 14 | 4 | 8  | 56 | 38 | +18 |
|  | 5.   | Meyrin             | 41 | 26 | 11 | 8 | 7  | 47 | 33 | +14 |
|  | 6.   | Monthey            | 37 | 26 | 10 | 7 | 9  | 41 | 47 | -6  |
|  | 7.   | Naters             | 33 | 26 | 9  | 6 | 11 | 41 | 42 | -1  |
|  | 8.   | Chênois            | 33 | 26 | 10 | 3 | 13 | 38 | 46 | -8  |
|  | 9.   | La Chaux-de-Fonds  | 33 | 26 | 10 | 3 | 13 | 40 | 54 | -14 |
|  | 10.  | La Sarraz-Eclépens | 30 | 26 | 9  | 3 | 14 | 50 | 61 | -11 |
|  | 11.  | Terre Sainte       | 28 | 26 | 9  | 1 | 16 | 36 | 54 | -18 |
|  | 12.  | Martigny           | 28 | 26 | 9  | 1 | 16 | 34 | 65 | -31 |
|  | 13.  | Team Vaud          | 27 | 26 | 7  | 6 | 13 | 44 | 51 | -7  |
|  | 14.  | Lancy              | 25 | 26 | 6  | 7 | 13 | 40 | 51 | -11 |

Legenda:
      Promosso in Promotion League 2022-2023.
  Ammessi ai play-off.
      Retrocessa in Seconda Lega interregionale 2022-2023.
Regolamento:
Tre punti a vittoria, uno a pareggio, zero a sconfitta.
In caso di arrivo di due o più squadre a pari punti, la graduatoria finale verrà stilata secondo la classifica avulsa tra le squadre interessate che prevede, in ordine, i seguenti criteri:
- Punti negli scontri diretti
- Differenza reti negli scontri diretti
- Differenza reti generale
- Reti realizzate in generale
- Sorteggio

### Risultati

#### Tabellone
Ogni riga indica i risultati casalinghi della squadra segnata a inizio della riga, contro le squadre segnate colonna per colonna (che invece avranno giocato l'incontro in trasferta). Al contrario, leggendo la colonna di una squadra si avranno i risultati ottenuti dalla stessa in trasferta, contro le squadre segnate in ogni riga, che invece avranno giocato l'incontro in casa.
|                          | BUL  | CHÊ  | ECH  | LA   | LA   | LAN  | MAR  | MEY  | MON  | NAT  | TEA  | TER  | THU  | VEV  |
| ------------------------ | ---- | ---- | ---- | ---- | ---- | ---- | ---- | ---- | ---- | ---- | ---- | ---- | ---- | ---- |
| Bulle                    | –––– | 3-1  | 3-4  | 6-0  | 4-1  | 1-1  | 6-0  | 1-0  | 2-3  | 1-1  | 2-0  | 1-2  | 0-1  | 0-0  |
| Chênois                  | 1-2  | –––– | 2-0  | 1-3  | 4-0  | 3-3  | 3-0  | 1-2  | 2-4  | 2-1  | 2-1  | 0-2  | 1-1  | 1-2  |
| Echallens                | 1-0  | 4-0  | –––– | 2-1  | 1-0  | 2-2  | 2-0  | 3-0  | 3-3  | 5-0  | 3-5  | 2-1  | 2-0  | 1-0  |
| La Chaux-de-Fonds        | 0-4  | 0-1  | 1-3  | –––– | 3-0  | 3-2  | 0-0  | 1-2  | 0-1  | 4-1  | 4-1  | 2-0  | 0-2  | 3-1  |
| La Sarraz-Eclépens       | 2-5  | 1-2  | 0-0  | 5-1  | –––– | 3-0  | 2-1  | 1-1  | 5-2  | 1-3  | 2-1  | 5-2  | 3-2  | 3-4  |
| Lancy                    | 2-2  | 1-1  | 0-3  | 0-1  | 3-2  | –––– | 1-2  | 1-2  | 2-3  | 3-5  | 2-1  | 1-3  | 1-2  | 2-0  |
| Martigny                 | 0-4  | 0-1  | 2-1  | 1-3  | 2-1  | 1-2  | –––– | 2-6  | 1-3  | 1-0  | 3-6  | 2-3  | 1-5  | 3-1  |
| Meyrin                   | 1-1  | 1-0  | 6-2  | 4-0  | 7-1  | 1-1  | 0-2  | –––– | 1-2  | 3-2  | 0-0  | 1-0  | 2-3  | 1-0  |
| Monthey                  | 0-5  | 2-1  | 1-2  | 2-2  | 4-2  | 1-1  | 1-3  | 1-1  | –––– | 2-2  | 1-1  | 1-1  | 2-1  | 0-1  |
| Naters                   | 1-0  | 2-3  | 2-2  | 0-3  | 2-2  | 1-2  | 1-0  | 0-0  | 3-0  | –––– | 3-2  | 1-0  | 4-0  | 1-1  |
| Team Vaud Lausanne [U21] | 0-3  | 2-1  | 1-3  | 1-1  | 1-3  | 3-2  | 1-2  | 1-1  | 3-1  | 1-0  | –––– | 5-0  | 2-3  | 2-2  |
| Terre Sainte             | 0-5  | 2-3  | 0-1  | 5-0  | 1-4  | 1-4  | 3-2  | 2-1  | 0-1  | 1-4  | 2-0  | –––– | 4-2  | 0-2  |
| Thun II                  | 1-1  | 5-1  | 3-4  | 4-1  | 3-1  | 2-0  | 8-0  | 2-2  | 1-0  | 2-1  | 1-1  | 2-0  | –––– | 0-3  |
| Vevey United             | 0-1  | 2-0  | 1-0  | 5-3  | 2-0  | 2-1  | 1-3  | 3-1  | 1-0  | 1-0  | 4-2  | 2-1  | 1-0  | –––– |

## Gruppo 2

### Squadre partecipanti
| Club            | Stagione | Città       | Stadio                                                      | Stagione precedente |
| --------------- | -------- | ----------- | ----------------------------------------------------------- | ------------------- |
| Bassecourt      | dettagli | Bassecourt  | Stade des Grands-Prés                                       |                     |
| Buochs          | dettagli | Buochs      | Sportplatz Seefeld                                          |                     |
| Delémont        | dettagli | Delémont    | Stadio La Blancherie                                        |                     |
| Grasshoppers II | dettagli | Niederhasli | GC Campus AG                                                |                     |
| Höngg           | dettagli | Zurigo      | Sportplatz Hönggerberg Utogrund                             |                     |
| Kosova Zurigo   | dettagli | Zurigo      | Juchhof 1 Sportanlage Buchlern                              |                     |
| Köniz           | dettagli | Köniz       | Sportplatz Liebefeld-Hessgut                                |                     |
| Langenthal      | dettagli | Langenthal  | Sportplatz Rankmatte                                        |                     |
| Lucerna II      | dettagli | Lucerna     | Stadion Kleinfeld Sportanlagen Allmend Stadio Herti Allmend |                     |
| Münsingen       | dettagli | Münsingen   | Sportanlage Sandreutenen                                    |                     |
| Schötz          | dettagli | Schötz      | Fußballanlage Wissenhusen                                   |                     |
| Soletta         | dettagli | Soletta     | Stadion Solothurn                                           |                     |
| Wohlen          | dettagli | Wohlen      | Stadion Niedermatten                                        |                     |
| Zugo            | dettagli | Zugo        | Stadio Herti Allmend                                        |                     |

### Classifica finale
|  | Pos. | Squadra         | Pt | G  | V  | N  | P  | GF | GS | DR  |
|  | ---- | --------------- | -- | -- | -- | -- | -- | -- | -- | --- |
|  | 1.   | Wohlen          | 54 | 26 | 16 | 6  | 4  | 57 | 27 | +30 |
|  | 2.   | Grasshoppers II | 47 | 26 | 14 | 5  | 7  | 60 | 39 | +21 |
|  | 3.   | Delémont        | 44 | 26 | 13 | 5  | 8  | 53 | 42 | +11 |
|  | 4.   | Köniz           | 43 | 26 | 11 | 10 | 5  | 49 | 37 | +12 |
|  | 5.   | Langenthal      | 42 | 26 | 13 | 3  | 10 | 45 | 46 | -1  |
|  | 6.   | Lucerna II      | 39 | 26 | 12 | 3  | 11 | 40 | 36 | +4  |
|  | 7.   | Schötz          | 36 | 26 | 11 | 3  | 12 | 42 | 50 | -8  |
|  | 8.   | Soletta         | 35 | 26 | 10 | 5  | 11 | 42 | 39 | +3  |
|  | 9.   | Bassecourt      | 33 | 26 | 9  | 6  | 11 | 46 | 43 | +3  |
|  | 10.  | Münsingen       | 33 | 26 | 8  | 9  | 9  | 36 | 39 | -3  |
|  | 11.  | Höngg           | 32 | 26 | 9  | 5  | 12 | 31 | 31 | 0   |
|  | 12.  | Kosova Zurigo   | 31 | 26 | 9  | 4  | 13 | 39 | 47 | -8  |
|  | 13.  | Zugo            | 24 | 26 | 6  | 6  | 14 | 27 | 45 | -18 |
|  | 14.  | Buochs          | 16 | 26 | 4  | 4  | 18 | 24 | 70 | -46 |

Legenda:
  Ammessi ai play-off.
      Retrocessa in Seconda Lega interregionale 2022-2023.
Regolamento:
Tre punti a vittoria, uno a pareggio, zero a sconfitta.
In caso di arrivo di due o più squadre a pari punti, la graduatoria finale verrà stilata secondo la classifica avulsa tra le squadre interessate che prevede, in ordine, i seguenti criteri:
- Punti negli scontri diretti
- Differenza reti negli scontri diretti
- Differenza reti generale
- Reti realizzate in generale
- Sorteggio

### Risultati

#### Tabellone
Ogni riga indica i risultati casalinghi della squadra segnata a inizio della riga, contro le squadre segnate colonna per colonna (che invece avranno giocato l'incontro in trasferta). Al contrario, leggendo la colonna di una squadra si avranno i risultati ottenuti dalla stessa in trasferta, contro le squadre segnate in ogni riga, che invece avranno giocato l'incontro in casa.
|                 | BAS  | BUO  | DEL  | GRA  | HÖN  | KOS  | KÖN  | LAN  | LUC  | MÜN  | SCH  | SOL  | WOH  | ZUG  |
| --------------- | ---- | ---- | ---- | ---- | ---- | ---- | ---- | ---- | ---- | ---- | ---- | ---- | ---- | ---- |
| Bassecourt      | –––– | 5-0  | 2-1  | 5-1  | 0-1  | 1-2  | 1-1  | 7-3  | 0-1  | 2-2  | 0-1  | 2-1  | 1-2  | 3-1  |
| Buochs          | 1-2  | –––– | 2-2  | 0-4  | 1-1  | 1-4  | 0-0  | 2-3  | 0-0  | 1-0  | 0-1  | 0-4  | 1-2  | 1-4  |
| Delemont        | 2-1  | 2-1  | –––– | 2-2  | 2-3  | 4-3  | 3-3  | 2-0  | 2-1  | 1-2  | 3-1  | 1-2  | 1-4  | 1-1  |
| Grasshoppers II | 5-2  | 6-0  | 1-2  | –––– | 1-0  | 4-1  | 3-3  | 1-2  | 1-0  | 3-3  | 2-0  | 2-2  | 1-1  | 2-0  |
| Höngg           | 0-0  | 0-2  | 1-2  | 1-0  | –––– | 1-2  | 0-0  | 0-1  | 3-0  | 3-1  | 6-0  | 4-0  | 0-1  | 1-2  |
| Kosova Zurigo   | 1-1  | 2-3  | 1-3  | 1-2  | 1-0  | –––– | 0-4  | 3-1  | 0-2  | 0-1  | 4-0  | 4-0  | 0-0  | 1-1  |
| Köniz           | 0-0  | 5-1  | 4-2  | 0-2  | 3-0  | 2-1  | –––– | 2-2  | 2-1  | 3-0  | 1-0  | 0-3  | 4-3  | 1-0  |
| Langenthal      | 3-1  | 2-0  | 1-4  | 2-4  | 2-1  | 2-2  | 2-0  | –––– | 0-3  | 2-0  | 2-1  | 1-1  | 1-3  | 4-1  |
| Lucerna II      | 3-0  | 3-0  | 2-1  | 4-0  | 0-1  | 3-1  | 4-2  | 2-0  | –––– | 3-3  | 2-3  | 1-3  | 1-3  | 1-0  |
| Münsingen       | 1-2  | 3-0  | 0-3  | 0-3  | 1-1  | 1-2  | 1-1  | 3-1  | 3-0  | –––– | 2-1  | 0-1  | 1-1  | 2-1  |
| Schötz          | 1-4  | 5-0  | 0-4  | 0-5  | 0-1  | 2-1  | 2-2  | 1-2  | 5-0  | 2-2  | –––– | 4-3  | 2-2  | 2-0  |
| Soletta         | 1-1  | 4-2  | 1-1  | 2-1  | 4-1  | 5-1  | 2-3  | 0-2  | 0-1  | 1-1  | 0-1  | –––– | 0-1  | 0-1  |
| Wohlen          | 3-0  | 5-0  | 2-0  | 5-2  | 4-0  | 3-0  | 1-1  | 2-1  | 3-2  | 1-3  | 2-4  | 0-1  | –––– | 3-0  |
| Zugo            | 5-3  | 1-5  | 1-2  | 1-2  | 1-1  | 0-1  | 3-2  | 0-3  | 0-0  | 0-0  | 0-3  | 3-1  | 0-0  | –––– |

## Gruppo 3

### Squadre partecipanti
| Club                | Stagione | Città             | Stadio                                                                                            | Stagione precedente |
| ------------------- | -------- | ----------------- | ------------------------------------------------------------------------------------------------- | ------------------- |
| Baden               | dettagli | Baden             | Stadion Esp                                                                                       |                     |
| Balzers             | dettagli | Balzers           | Sportplatz Rheinau                                                                                |                     |
| Eschen/Mauren       | dettagli | Eschen            | Sportpark Eschen                                                                                  |                     |
| Freienbach          | dettagli | Freienbach        | Sportanlage Chrummen                                                                              |                     |
| Gossau              | dettagli | Gossau            | Sportanlage Buechenwald                                                                           |                     |
| Linth 04            | dettagli | Näfels            | Linth-Arena                                                                                       |                     |
| Lugano II           | dettagli | Lugano            | Campo comunale Taverne Centro sportivo Al Maglio Stadio di Cornaredo Stadio Comunale di Giubiasco |                     |
| Paradiso            | dettagli | Collina d'Oro     | Campo Pian Scairolo                                                                               |                     |
| San Gallo II        | dettagli | San Gallo         | Stadion Bergholz Stadio Espenmoos                                                                 |                     |
| Thalwil             | dettagli | Thalwil           | Sportanlage Brand                                                                                 |                     |
| Tuggen              | dettagli | Tuggen            | Sportplatz Linthstrasse                                                                           |                     |
| Uzwil               | dettagli | Uzwil             | Sportanlage Rüti                                                                                  |                     |
| Wettswil-Bonstetten | dettagli | Wettswil am Albis | Sportplatz Moos                                                                                   |                     |
| Winterthur II       | dettagli | Winterthur        | Stadion Schützenwiese                                                                             |                     |

### Classifica finale
|  | Pos. | Squadra             | Pt | G  | V  | N | P  | GF | GS | DR  |
|  | ---- | ------------------- | -- | -- | -- | - | -- | -- | -- | --- |
|  | 1.   | Baden               | 54 | 26 | 17 | 3 | 6  | 54 | 27 | +27 |
|  | 2.   | Paradiso            | 52 | 26 | 15 | 7 | 4  | 45 | 32 | +13 |
|  | 3.   | Tuggen              | 51 | 26 | 16 | 3 | 7  | 55 | 37 | +18 |
|  | 4.   | San Gallo II        | 42 | 26 | 13 | 3 | 10 | 65 | 41 | +24 |
|  | 5.   | Wettswil-Bonstetten | 42 | 26 | 13 | 3 | 10 | 43 | 24 | +19 |
|  | 6.   | Linth 04            | 39 | 26 | 10 | 9 | 7  | 47 | 41 | +6  |
|  | 7.   | Freienbach          | 39 | 26 | 12 | 3 | 11 | 44 | 43 | +1  |
|  | 8.   | Winterthur II       | 37 | 26 | 10 | 7 | 9  | 52 | 37 | +15 |
|  | 9.   | Eschen/Mauren       | 37 | 26 | 10 | 7 | 9  | 35 | 38 | -3  |
|  | 10.  | Uzwil               | 29 | 26 | 8  | 5 | 13 | 41 | 55 | -14 |
|  | 11.  | Gossau              | 28 | 26 | 8  | 4 | 14 | 35 | 56 | -21 |
|  | 12.  | Lugano II           | 27 | 26 | 8  | 3 | 15 | 37 | 51 | -14 |
|  | 13.  | Thalwil             | 23 | 26 | 7  | 2 | 17 | 30 | 70 | -40 |
|  | 14.  | Balzers             | 16 | 26 | 5  | 1 | 20 | 41 | 72 | -31 |

Legenda:
      Promosso in Promotion League 2022-2023.
  Ammessi ai play-off.
      Retrocessa in Seconda Lega interregionale 2022-2023.
Regolamento:
Tre punti a vittoria, uno a pareggio, zero a sconfitta.
In caso di arrivo di due o più squadre a pari punti, la graduatoria finale verrà stilata secondo la classifica avulsa tra le squadre interessate che prevede, in ordine, i seguenti criteri:
- Punti negli scontri diretti
- Differenza reti negli scontri diretti
- Differenza reti generale
- Reti realizzate in generale
- Sorteggio

### Risultati

#### Tabellone
Ogni riga indica i risultati casalinghi della squadra segnata a inizio della riga, contro le squadre segnate colonna per colonna (che invece avranno giocato l'incontro in trasferta). Al contrario, leggendo la colonna di una squadra si avranno i risultati ottenuti dalla stessa in trasferta, contro le squadre segnate in ogni riga, che invece avranno giocato l'incontro in casa.
|                     | BAD  | BAL  | ESC  | FRE  | GOS  | LIN  | LUG  | PAR  | SAN  | THA  | TUG  | UZW  | WET  | WIN  |
| ------------------- | ---- | ---- | ---- | ---- | ---- | ---- | ---- | ---- | ---- | ---- | ---- | ---- | ---- | ---- |
| Baden               | –––– | 6-0  | 2-0  | 4-0  | 4-0  | 1-0  | 3-0  | 0-0  | 0-4  | 4-1  | 2-0  | 3-1  | 1-0  | 3-2  |
| Balzers             | 3-0  | –––– | 0-3  | 0-5  | 1-3  | 4-3  | 1-2  | 0-2  | 1-2  | 1-2  | 1-2  | 7-3  | 0-1  | 2-2  |
| Eschen/Mauren       | 2-0  | 3-2  | –––– | 2-1  | 0-0  | 1-1  | 0-6  | 2-2  | 0-0  | 1-3  | 4-1  | 4-0  | 0-3  | 1-3  |
| Freienbach          | 3-2  | 2-1  | 4-0  | –––– | 4-0  | 1-3  | 0-4  | 1-2  | 3-2  | 3-2  | 3-1  | 2-2  | 1-1  | 0-3  |
| Gossau              | 3-3  | 1-3  | 0-4  | 3-2  | –––– | 0-0  | 5-3  | 2-3  | 1-0  | 1-0  | 2-0  | 1-1  | 0-4  | 1-5  |
| Linth               | 1-1  | 4-3  | 1-0  | 0-2  | 1-0  | –––– | 3-0  | 2-2  | 4-3  | 4-0  | 2-2  | 3-1  | 3-0  | 2-2  |
| Lugano II           | 0-3  | 1-0  | 0-1  | 0-1  | 1-0  | 0-1  | –––– | 2-3  | 0-1  | 3-1  | 3-0  | 3-3  | 3-2  | 0-3  |
| Paradiso            | 2-1  | 4-1  | 1-2  | 2-1  | 1-4  | 2-2  | 0-0  | –––– | 2-1  | 3-1  | 2-2  | 1-0  | 2-1  | 3-0  |
| San Gallo II        | 1-2  | 4-1  | 4-1  | 2-2  | 6-1  | 3-1  | 7-2  | 0-1  | –––– | 1-1  | 2-4  | 3-2  | 1-0  | 2-0  |
| Thalwil             | 0-4  | 1-3  | 1-1  | 2-1  | 3-2  | 3-2  | 4-1  | 1-3  | 0-6  | –––– | 1-3  | 0-3  | 0-2  | 1-6  |
| Tuggen              | 0-2  | 4-0  | 1-0  | 3-0  | 3-1  | 4-0  | 3-0  | 1-0  | 6-3  | 2-0  | –––– | 3-1  | 2-1  | 2-4  |
| Uzwil               | 1-2  | 3-2  | 2-2  | 0-1  | 2-1  | 4-2  | 3-2  | 1-1  | 0-4  | 1-2  | 1-2  | –––– | 0-2  | 1-0  |
| Wettswil-Bonstetten | 0-1  | 4-0  | 0-1  | 2-0  | 2-1  | 0-0  | 2-0  | 4-0  | 3-1  | 3-0  | 2-4  | 1-2  | –––– | 1-1  |
| Winterthur II       | 3-0  | 5-4  | 0-0  | 0-1  | 0-2  | 2-2  | 1-1  | 0-1  | 3-2  | 6-0  | 0-0  | 1-3  | 0-2  | –––– |

## Play-off

### Semifinale
Andata il 30 maggio, ritorno il 2 giugno 2022.
| Squadra 1       | Totale | Squadra 2 | Andata | Ritorno |
| --------------- | ------ | --------- | ------ | ------- |
| Grasshoppers II | 2 - 3  | Baden     | 2 - 1  | 0 - 2   |
| Vevey           | 3 - 4  | Paradiso  | 3 - 2  | 0 - 2   |
| Tuggen          | 3 - 1  | Echallens | 2 - 1  | 1 - 0   |
| Bulle           | 6 - 1  | Wohlen    | 4 - 1  | 2 - 0   |

### Finale
Andata il 6 giugno, ritorno il 9 giugno 2022.
| Squadra 1 | Totale | Squadra 2 | Andata | Ritorno |
| --------- | ------ | --------- | ------ | ------- |
| Baden     | 3 - 2  | Paradiso  | 3 - 1  | 0 - 1   |
| Tuggen    | 2 - 4  | Bulle     | 0 - 0  | 2 - 4   |

Baden Bulle promossi in Promotion League 2022-2023.